# Надыркап
Надыркап — упразднённый аул в Карасукском районе Новосибирской области России. На момент упразднения входил в состав Студёновского сельсовета. Упразднён в 1971 году.

## География
Располагался между болотами Надыр и Замаранка, в 8,5 километрах к западу от села Октябрьское.

## История
В 1928 году аул Надыркопский состоял из 20 хозяйств. В але имелась школа малограмотных. В административном отношении входил в состав Акпановского сельсовета Андреевского района Славгородского округа Сибирского края.
Решением Новосибирского облисполкома от 04.01.1971 г. № 2 аул исключен из учётных данных.

## Население
В 1926 году в ауле проживало 111 человек (55 мужчин и 56 женщин), основное население — киргизы (старое название казахов).